# Göttinger Papsturkundenwerk
Das Göttinger Papsturkundenwerk (auch Regesta Pontificum Romanorum oder Papsturkundenwerk der Pius-Stiftung) strebt eine umfassende Dokumentation der päpstlichen Briefe, Urkunden und sonstigen Kontakte bis zum Jahr 1198 an.

## Geschichte
Paul Fridolin Kehr (1860–1944) schlug der
königlichen Gesellschaft der Wissenschaften zu Göttingen im Jahr 1896 vor, die Papsturkunden nach dem Vorbild der Diplomata-Reihe der Monumenta Germaniae Historica vollständig zu edieren. Außerdem sollten ein Faksimilewerk und eine Neubearbeitung des Regestenwerkes von Philipp Jaffé entstehen. Aus dieser Sammlung und Herausgabe der älteren Papsturkunden bis zu Innocenz III. (1198) wurden schließlich die Regesta Pontificum Romanorum, eine „urkundliche Quellenkunde“ für alle Kirchen und Laien, die bis ans Ende des 12. Jahrhunderts in Kontakt mit dem Papsttum standen.

## Das Papsturkundenwerk selbst

### Arbeitsweise
Die im Mittelpunkt des Vorhabens stehenden Regesten bieten einen schnellen und konzisen Überblick über die Kontakte der einzelnen Institutionen des Abendlandes mit den Päpsten. Im Gegensatz zu dem rein chronologisch strukturierten Regestenwerk Philipp Jaffés zeichnet sich das Papsturkundenwerk durch eine Untergliederung der Bände nach Regionen, Diözesen und Institutionen aus. Innerhalb der jeweiligen Institutionen erfolgt eine chronologische Sortierung.
Die für die Arbeit gesammelten Materialien (Photographien, Mikrofilme, Pausen, Nachzeichnungen, Schriftproben, handschriftliche Kopien, u. a. die Materialien von Harald Zimmermann für die Jahre 896–1046) befinden sich in der Arbeitsstelle in Göttingen (vorher Bonn), weitere in Rom, Paris, München (vorher Berkeley), Düsseldorf und Erlangen.

### Gliederung
Die Reihe ist nach den folgenden Regionen unterteilt:
- I. Italia Pontificia
- II. Germania Pontificia
- III. Gallia Pontificia
- IV. Iberia Pontificia
- V. Anglia Pontificia
- VI. Scandinavia Pontificia
- VII. Polonia Pontificia
- VIII. Bohemia-Moravia Pontificia
- IX. Hungaria Pontificia
- X. Dalmatia-Croatia Pontificia
- XI. Africa Pontificia
- XII. Oriens Pontificius

Einige dieser Reihen sind noch nicht abgeschlossen. Neben den ursprünglichen Schwerpunkten Italien, Deutschland und Frankreich erscheinen in neuerer Zeit verstärkt Bände zu England, Spanien und dem östlichen Mitteleuropa. Daneben werden bisher unedierte Stücke nach Empfängerregionen gegliedert in der Reihe Papsturkunden in ... herausgegeben.
Eine umfangreiche Liste der bereits erschienenen und der geplanten Forschungs- und Regestenbände findet sich auf der Projektseite.

## Neubearbeitung von Jaffés Regestenwerk
Philipp Jaffé hatte 1851 ein Regestenwerk veröffentlicht, das über 11.000 päpstliche Schreiben oder Fragmente derselben bis zum Jahr 1198 erschloss. (Der Titel Regesta pontificum romanorum ab condita ecclesia ad annum post Christum natum 1198 führt manchmal zu Verwechselungen, da er auch der Reihentitel der anderen Publikationen des Papsturkundenwerks ist.) Das Regestenwerk wurde rasch zum unentbehrlichen Hilfsmittel für Historiker, Juristen und Theologen, die zum Papsttum, zum Kirchenrecht oder zur Kirchengeschichte des Mittelalters forschten. Es etablierte sich so sehr als Standardwerk, dass einzelne Papstbriefe bzw. Fragmente bis heute oft nur mit ihrer Jaffé-Nummer zitiert werden (siehe unten für ein Beispiel).
Unter der Leitung von Wilhelm Wattenbach erstellten Samuel Löwenfeld, Ferdinand Kaltenbrunner und Paul Ewald eine zweite Auflage, die 1885 bzw. 1888 in zwei Bänden erschien. Die zweite Auflage wurde und wird nach den unterschiedlichen Bearbeitern für die Papstschreiben der Jahre bis 590 als „Jaffé/Kaltenbrunner“, bis 882 als „Jaffé/Ewald“ und bis 1198 als „Jaffé/Löwenfeld“ zitiert; den Nummern wird entsprechend das Kürzel „JK“, „JE“ bzw. „JL“ vorangestellt. (Gelegentlich liest man auch „JW“ für „Jaffé-Wattenbach“.)
Die dritte Auflage von Jaffés Regestenwerk wurde unter der Leitung von Klaus Herbers im Rahmen des Papsturkundenwerkes erstellt. Zwischen 2016 und 2019 erschienen vier Bände (gedruckt und als E-Book), die die Jahre bis 1073 abdecken. Die Einträge der dritten Auflage werden mit „J³“ und der entsprechenden Nummer zitiert. Die Regesten sollen auch in einer Datenbank erfasst werden, die derzeit im Aufbau ist.
Das Regestenwerk gibt den wesentlichen Inhalt eines Schreibens, Datum und Ausstellungsort, Drucke und teilweise Forschungsliteratur an; vor allem ist immer auch angegeben, ob es sich um ein echtes päpstliches Schreiben oder eine Fälschung handelt. Fälschungen werden durch ein der Nummer vorangestelltes Kreuz-Zeichen („†“) markiert, das auch bei Zitationen angegeben wird.
Beispiel: Der angeblich von Papst Gregor IV. im Jahr 833 (= zweite Auflage wurde von Ewald bearbeitet, also „JE“) an Aldrich von Le Mans geschriebene Brief, den Jaffé noch für echt hielt, der aber seit Ewald als Fälschung erkannt ist (= Kreuzzeichen), wurde daher in der wissenschaftlichen Literatur zunächst als „Jaffé 1955“, dann lange Zeit als „JE †2579“ und seit Neuestem auch als „J³ †5174“ zitiert.